# Walden
Walden (apărută inițial ca Walden sau viața în pădure) este o carte scrisă de transcendentalistul american Henry David Thoreau și publicată în anul 1854. Cartea descrie experiențele autorului trăind timp de doi ani, două luni și două zile într-o cabană construită de acesta în apropierea lacului Walden dintr-o pădure deținută de prietenul și mentorul acestuia, Ralph Waldo Emerson, în Concord, Massachusetts. Textul este, în parte, o declarație de independență a autorului, un experiment social, o călătorie spirituală, o satiră și, într-o oarecare măsură, un manual de supraviețuire.

## Structură
„Când am scris paginile sau, mai bine, zis volumul ce urmează, trăiam singur, în pădure, la o milă depărtare de orice vecin, într-o casă pe care mi-o construisem singur, pe malul lacului Walden, în Concord, Massachusetts, și-mi câștigam existența doar prin munca mâinilor mele. Am stat acolo doi ani și două luni. În prezent, rătăcesc din nou prin societatea civilizată.”
(Henry David Thoreau, Walden, cap. Economie)
Cartea este organizată în mai multe capitole, axate pe analiza autorului a diferitor aspecte ale trăirii în mijlocul naturii, de la un studiu „economic” al investițiilor autorului pentru realizarea cabanei de lângă lac, la descrierea plantelor și mediului înconjurător, întreținerea și cultivarea hranei și chiar motivul pentru care a decis să realizeze experimentul său.
Thoreau își dedică un număr mare de pagini descrierii cu caracter științific, dar și metaforic sau poetic, a naturii și a fenomenelor naturale. Identifică mai multe plante și animale atât după numele lor popular cât și după cel științific, descrie culoarea și claritatea mai multor corpuri de apă, în special lacul Walden în sine.